# Souclin
Souclin ist eine französische Gemeinde mit 263 Einwohnern (Stand: 1. Januar 2022) im Département Ain in der Region Auvergne-Rhône-Alpes. Sie gehört zum Arrondissement Belley, zum Kanton Lagnieu und zum Gemeindeverband Plaine de l’Ain. Die Einwohner werden Souclinois genannt.

## Geografie
Die Gemeinde Souclin liegt etwa 47 Kilometer nordöstlich von Lyon im Westen der Berglandschaft Bugey, drei Kilometer nordöstlich der Rhône. Der höchste 'Punkt im Gemeindegebiet von Souclin ist der Gipfel des Crêt de Pont mit 1059 m über dem Meer.
Zur Gemeinde gehören neben dem Kernort noch die Ortschaften Soudon und Fay.
Umgeben wird Souclin von den Nachbargemeinden von Torcieu im Nordwesten und Norden, Cleyzieu im Norden, Conand im Nordosten und Osten, Bénonces im Südosten, Villebois im Süden, Sault-Brénaz im Süden und Südwesten, Saint-Sorlin-en-Bugey im Westen sowie Vaux-en-Bugey im Nordwesten.

## Bevölkerungsentwicklung
| Jahr                       | 1962 | 1968 | 1975 | 1982 | 1990 | 1999 | 2011 | 2021 |
| Einwohner                  | 194  | 190  | 190  | 200  | 197  | 221  | 263  | 267  |
| Quellen: Cassini und INSEE |      |      |      |      |      |      |      |      |

## Sehenswürdigkeiten

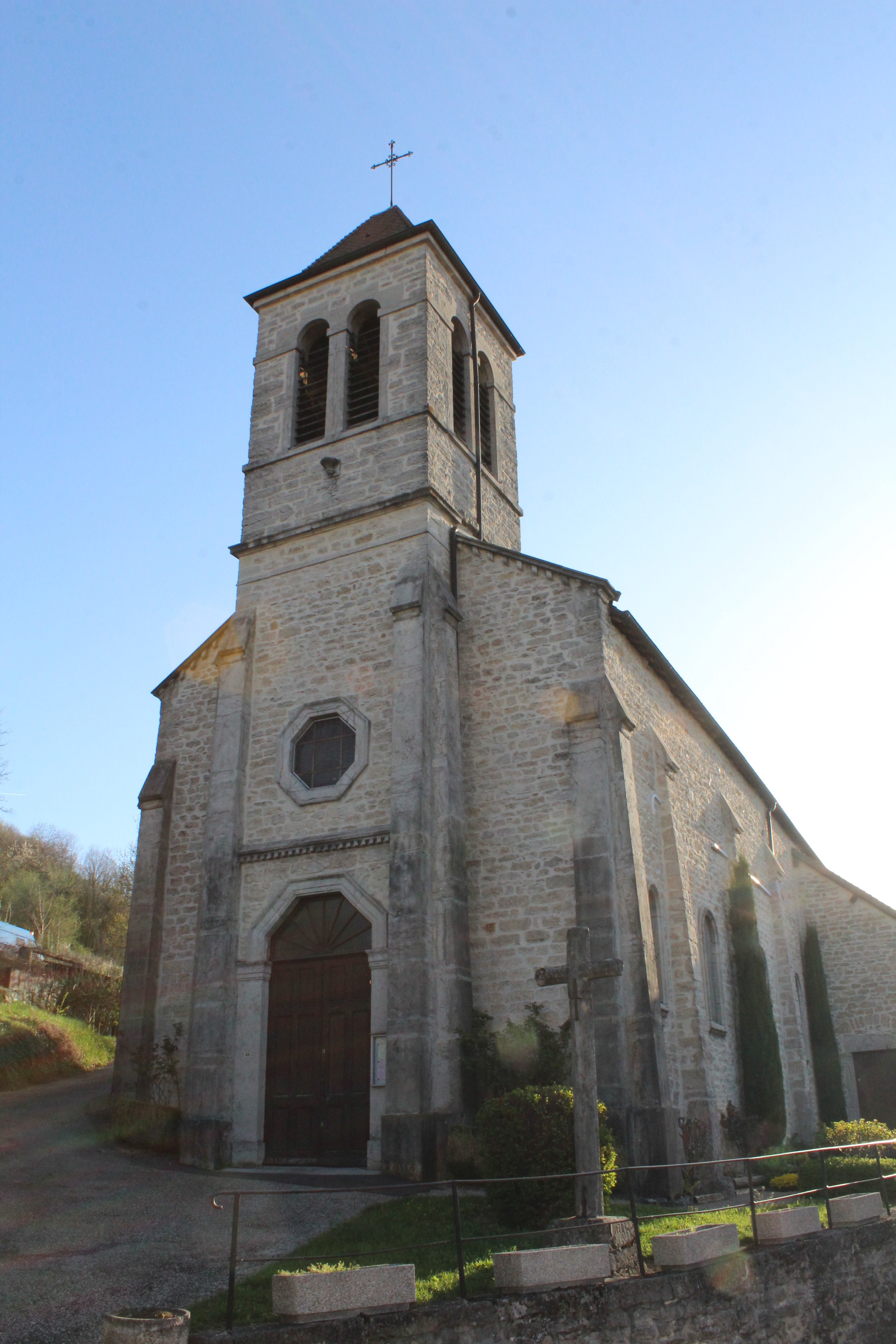
Kirche Saint-Cyr
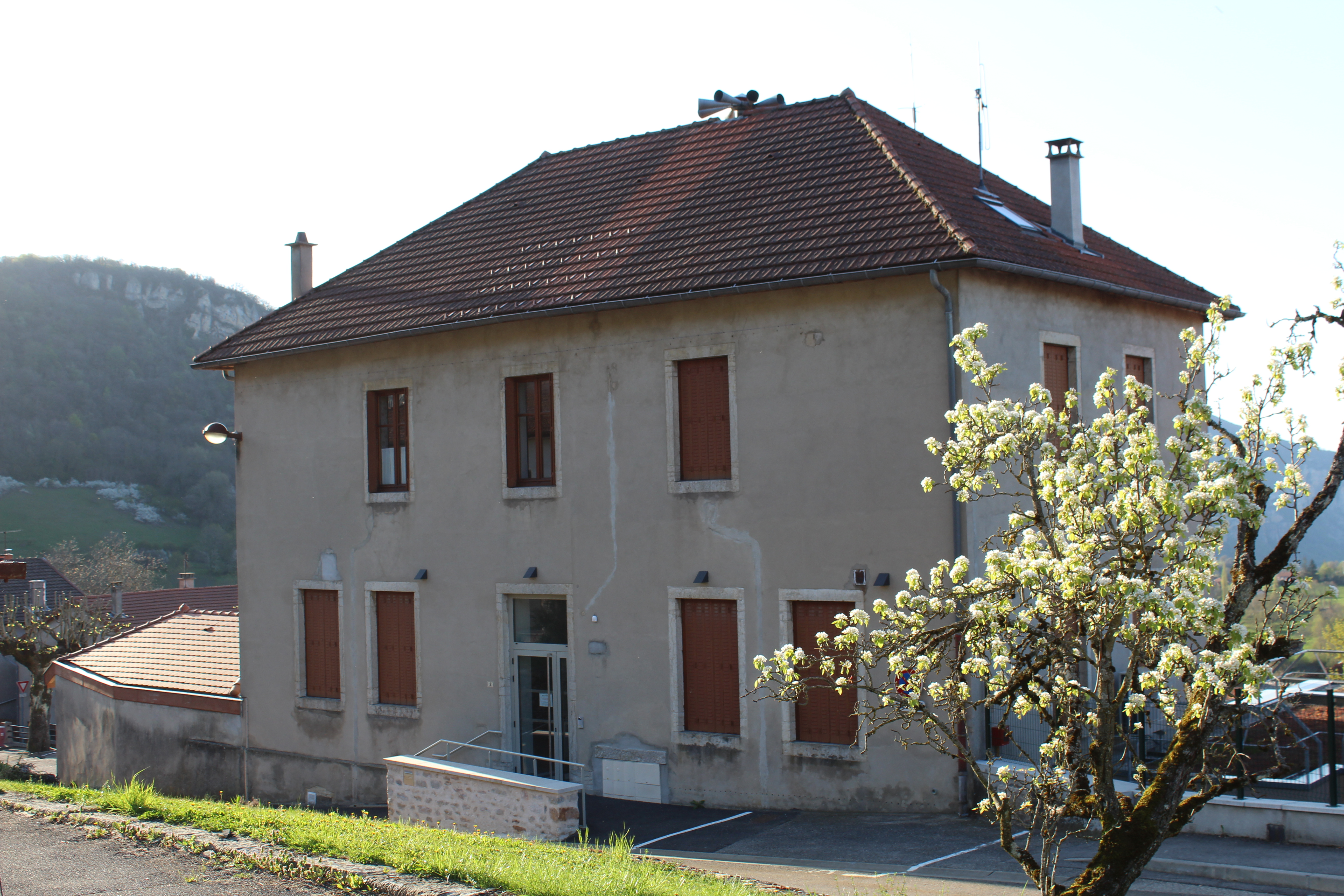
Rathaus (mairie)
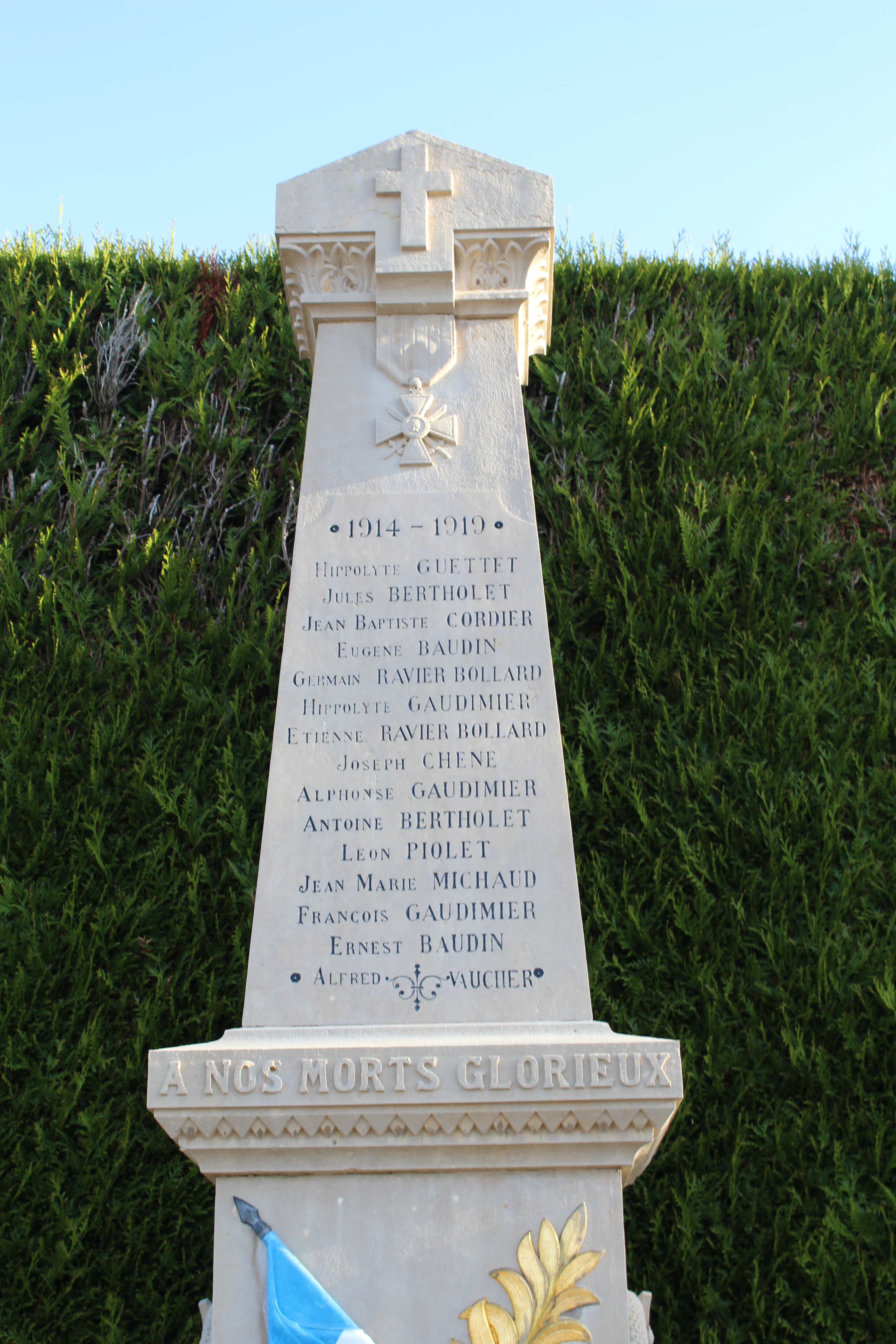
Gefallenendenkmal

- Kirche Saint-Cyr
- Rathaus (mairie)
- Gefallenendenkmal